# Szürnyeg
Szürnyeg (szlovákul: Sirník) község Szlovákiában, a Kassai kerület Tőketerebesi járásában.

## Fekvése
Tőketerebestől 18 km-re délkeletre, az Ondava partján fekszik.

## Története
A község területén már a kőkorszakban is éltek emberek. A bükki kultúra települése állt itt. Később a vonaldíszes kultúra, majd a bronzkorban a hallstatti és laténi kultúra népének nyomai kerültek elő.
A mai település egyike a legrégibb szlovákiai településeknek, a régészeti leletek tanúsága szerint már a 8. században is létezett. Első írásos utalás a községre egy 1067 körüli okiratban, a Százdi apátság alapítólevelében történik. 1403-ban „Zywrnegh” formában írják a nevét. 1419-ben nemesi birtok. 1438-ban „Zwrnyhegh” a neve. 1440-ben 15 adózó háztartása volt. 1448-ban „Zywrnyegh” néven említik a korabeli források. Temploma már a 16. században állt. 1557-ben 10 portája adózott. 1598-tól a 19. századig a Barkóczy család birtoka. 1715-ben 8 lakott és 10 lakatlan ház állt a településen. 1787-ben 51 házában 348 lakos élt.
A 18. század végén Vályi András így ír róla: „SZÜRNYEG. Magyar falu Zemplén Várm. földes Urai Gr. Barkóczy, és több Uraságok, lakosai többfélék, fekszik Imreghez nem meszsze, és annak filiája; határja homokos, hegyes, vőlgyes, 3 nyomásbéli, gabonát, és árpát terem, erdeje van, szőleje tsekély, kővel, fával bővelkedik, szántóföldek nélkűl szűkölködik; piatza Kassán, és Újhelyben.”
1828-ban 82 háza és 628 lakosa volt. Lakói mezőgazdasággal, állattartással foglalkoztak.
Fényes Elek 1851-ben kiadott geográfiai szótárában így ír a faluról: „Szürnyegh, magyar-orosz falu, Zemplén vmegyében, a Latorcza partján, Imregh fiókja, 105 r., 173 g. kath., 308 ref., 32 zsidó lak. Ref. templom. Erdő. 250 hold szántóföld. Lakosai szőlőt is mivelnek. F. u. b. Barkóczy s m. Ut. p. Ujhely.”
Borovszky Samu monográfiasorozatának Zemplén vármegyét tárgyaló része szerint: „Szürnyeg, latorczamenti magyar kisközség 114 házzal és 567, nagyobbára ev. ref. vallású lakossal. Postája Bodzásújlak, távírója Velejte, vasúti állomása Upor. E községről 1419-ben találjuk az első adatokat, a mikor Zurnyeg néven Cseke Györgyöt és Imreghi Andrást uralta. 1458-ban Palóczi Lászlót, 1478-ban Czékei Jánost, 1498-ban Ráskay Balázst iktatják részeibe. 1510-ben Bánffy Péter, Eödönffy Imre, Dobó Zsófia, Gerendi László és Czékei János kapnak itt részeket. 1568-ban Ilosvay Györgyöt, Horváth Györgyöt és Ráskay Ferenczet iktatják „Zörnyeg” birtokába. Az 1598-iki összeírás Soós Kristófot, Vinnay Kristófot, Pethő Istvánt, Malikóczy Gábort és Barkóczy Lászlót találja itt. Újabbkori birtokosai a báró Barkóczy, a Bernáth, Kazinczy, Nedeczky, Csengery, Püspöky, Rhédey és Zoltán családok voltak. Most nagyobb birtokosa nincsen. Református temploma 1827-ben épült.”
1920-ig Zemplén vármegye Sátoraljaújhelyi járásához tartozott. 1938 és 1944 között újra Magyarország része volt.

## Népessége
| Év:            | 1994. | 2004.   | 2014.   | 2024.   |
| -------------- | ----- | ------- | ------- | ------- |
| Emberek száma: | 592   | 603     | 598     | 550     |
| Eltérés:       |       | +1,85 % | -0,82 % | -8,02 % |

| Év:            | 2023. | 2024.   |
| -------------- | ----- | ------- |
| Emberek száma: | 552   | 550     |
| Eltérés:       |       | -0,36 % |

1910-ben 547, túlnyomórészt szlovák lakosa volt.
2001-ben 594-en lakták, ebből 422 szlovák és 143 magyar.
2011-ben 631 lakosából 469 szlovák és 145 magyar.
2021-ben 567 lakosából 443 szlovák, 96 magyar (16,93%), 3 cseh, 3 kínai, 2 cigány, 1 egyéb, 19 ismeretlen nemzetiségű.

## Nevezetességei
- Református temploma 1827-ben épült.

## Képtár

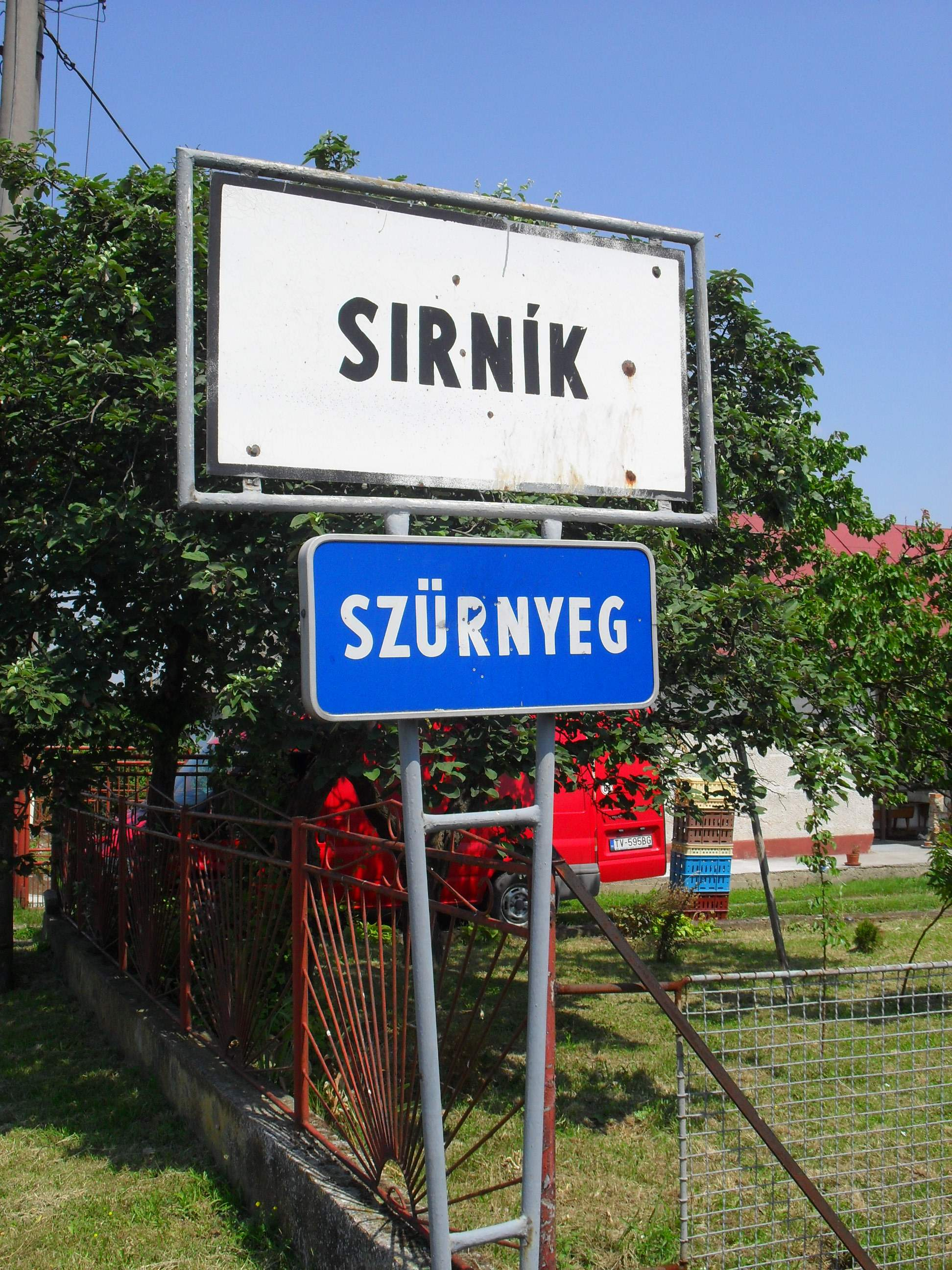
Kétnyelvű helységnévtábla
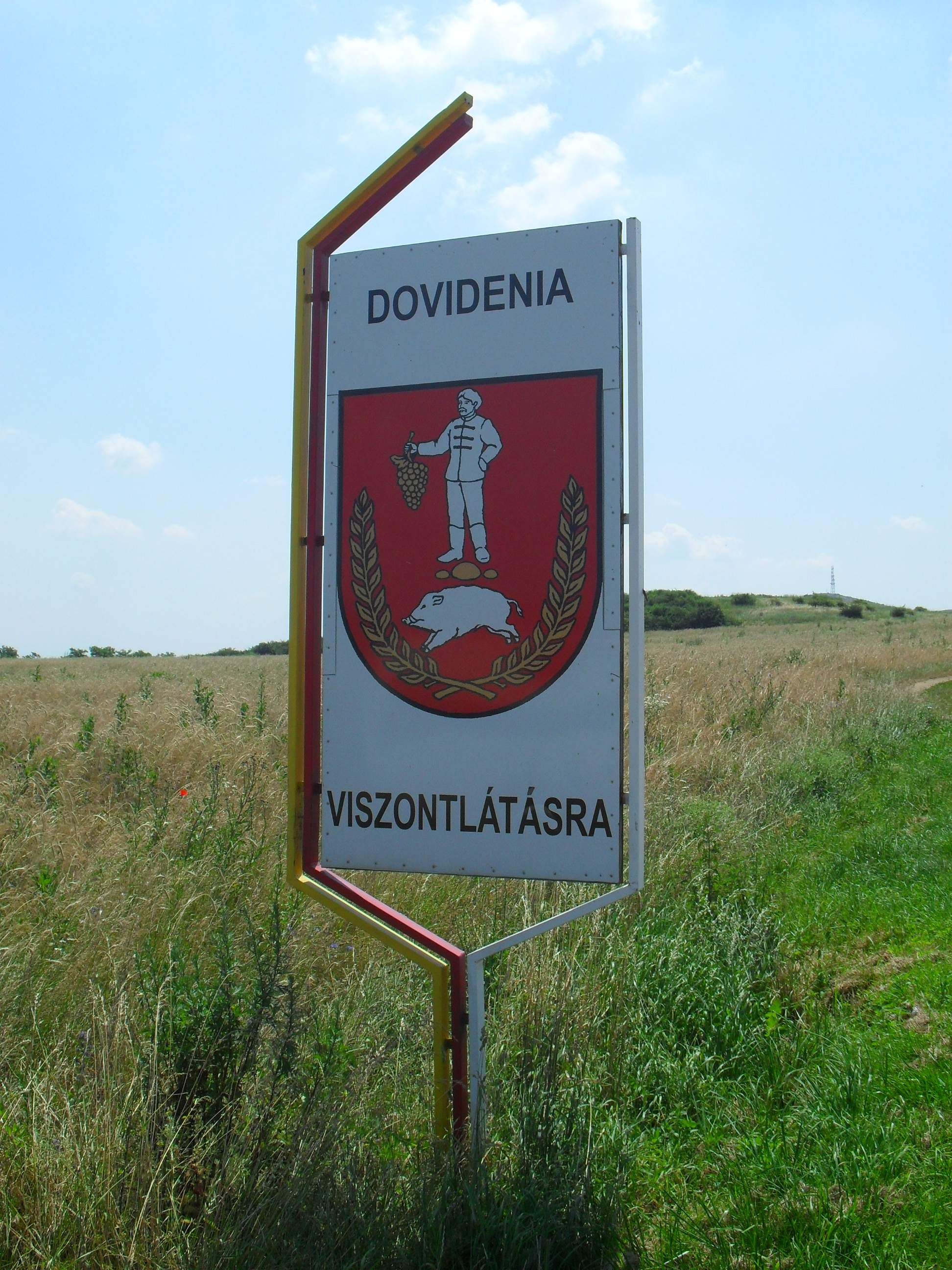
Címeres üdvözlőtábla
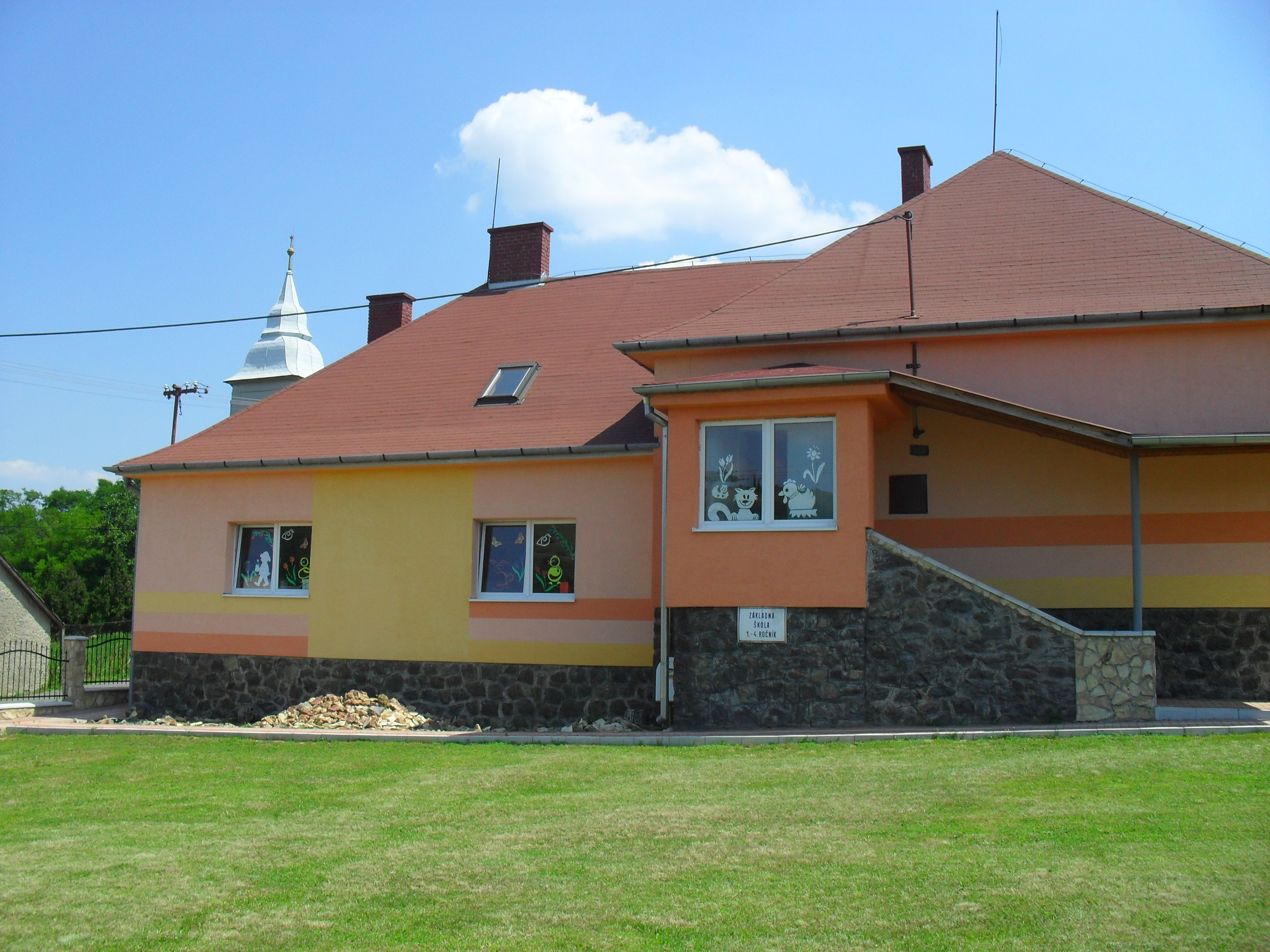
Alapiskola
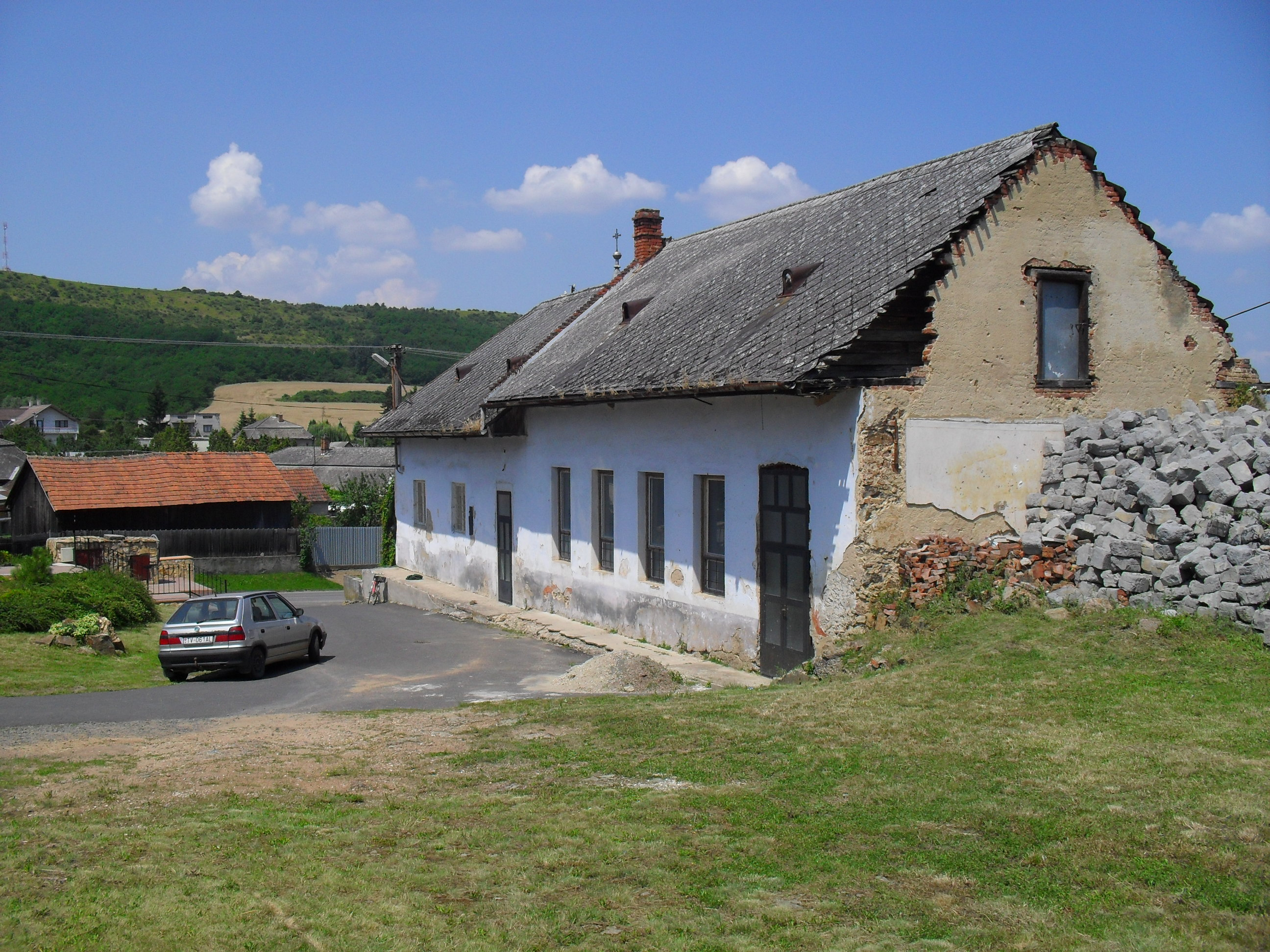
Régi ház a községben
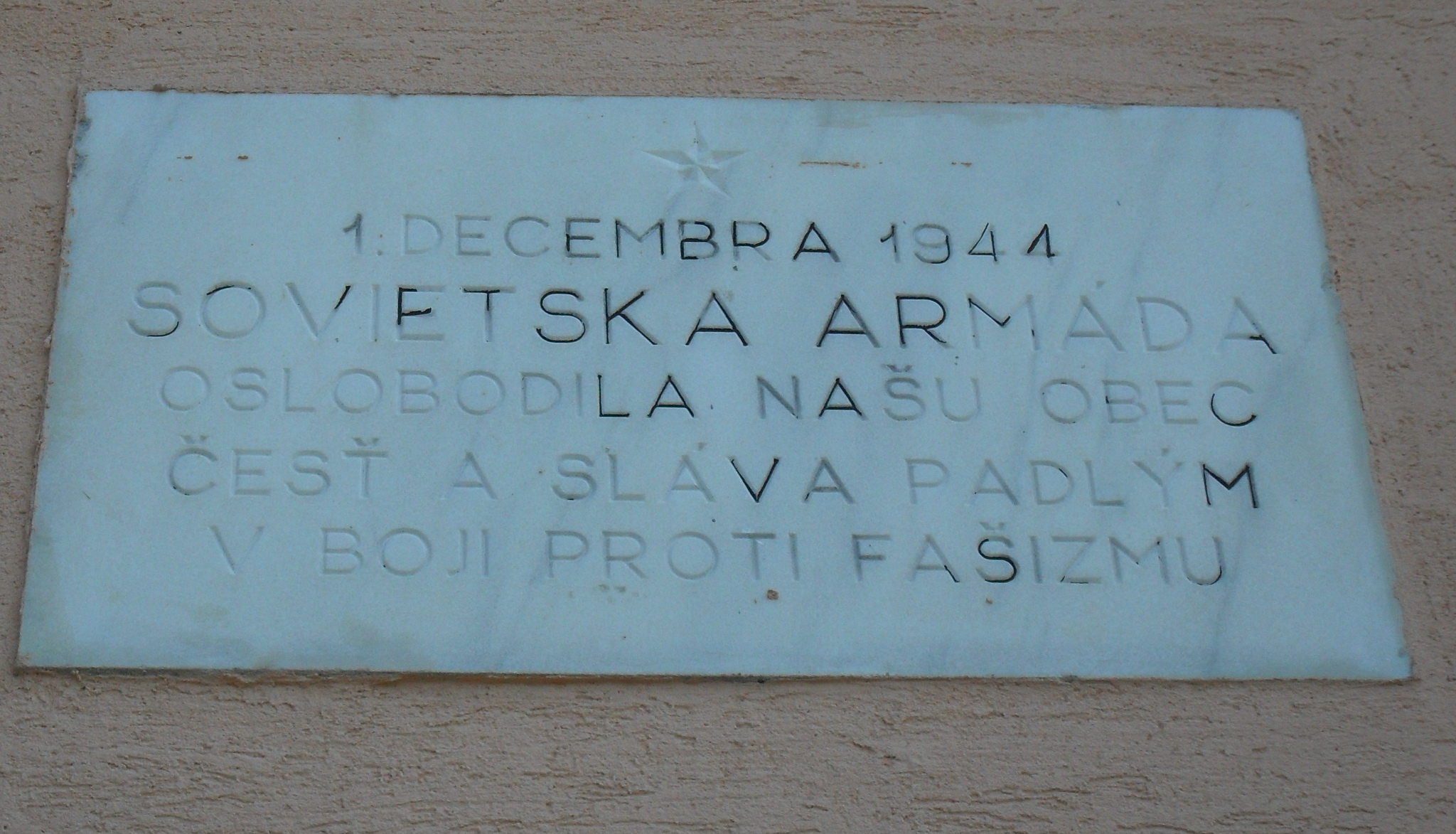
Felszabadulási emléktábla a községi hivatal épületének falán
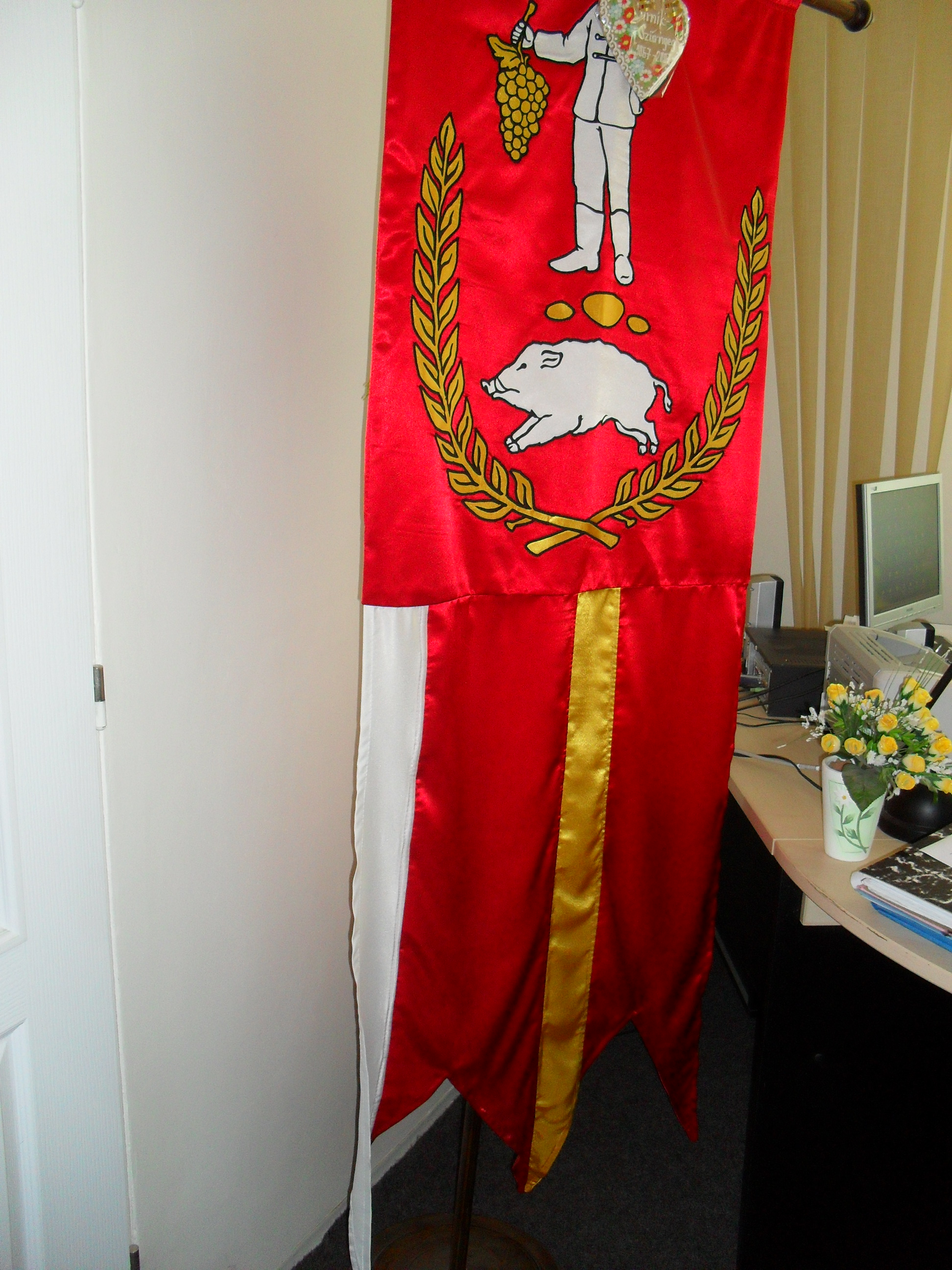
A községi zászló a polgármesteri irodában
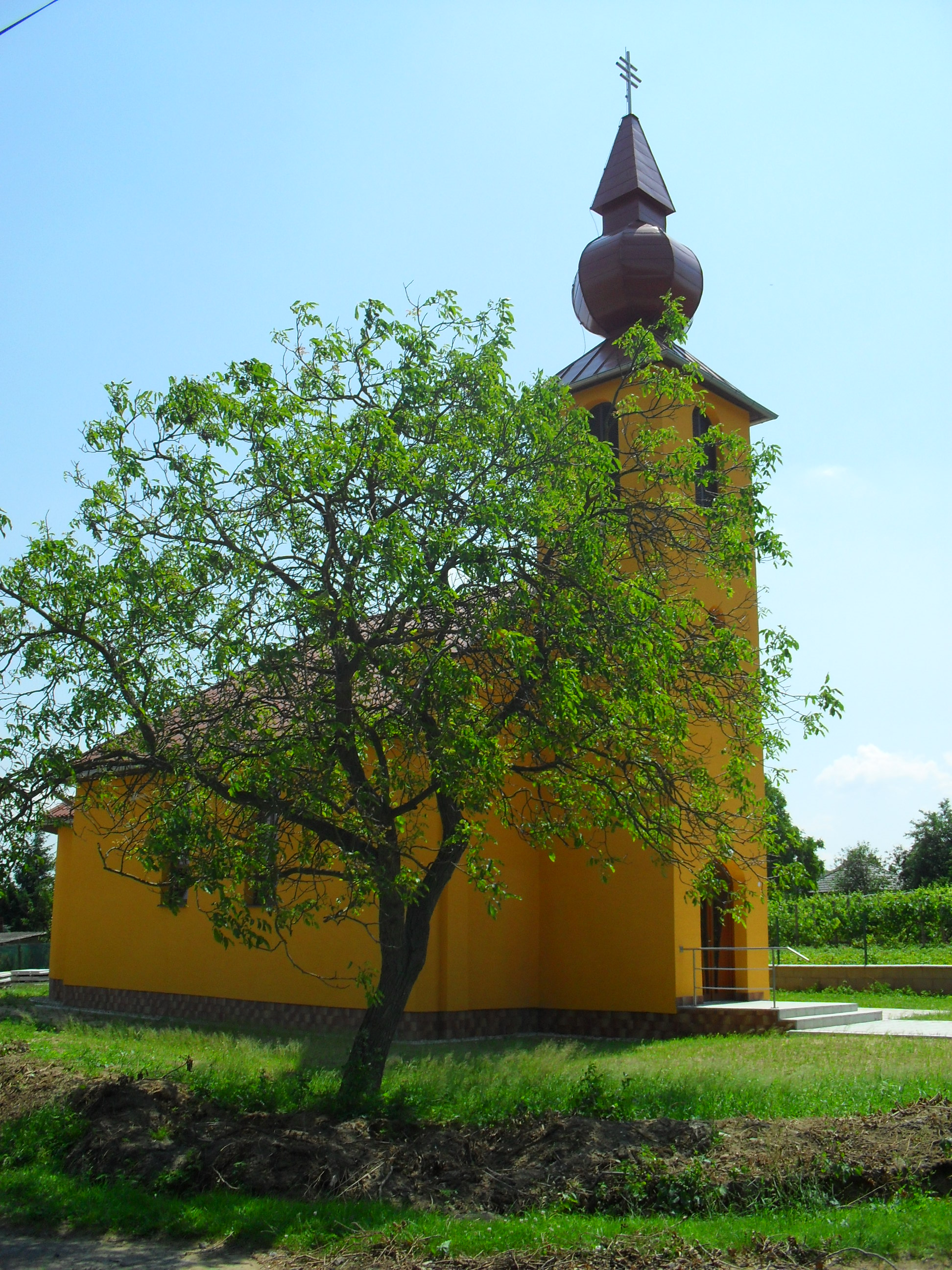
Görögkatolikus templom
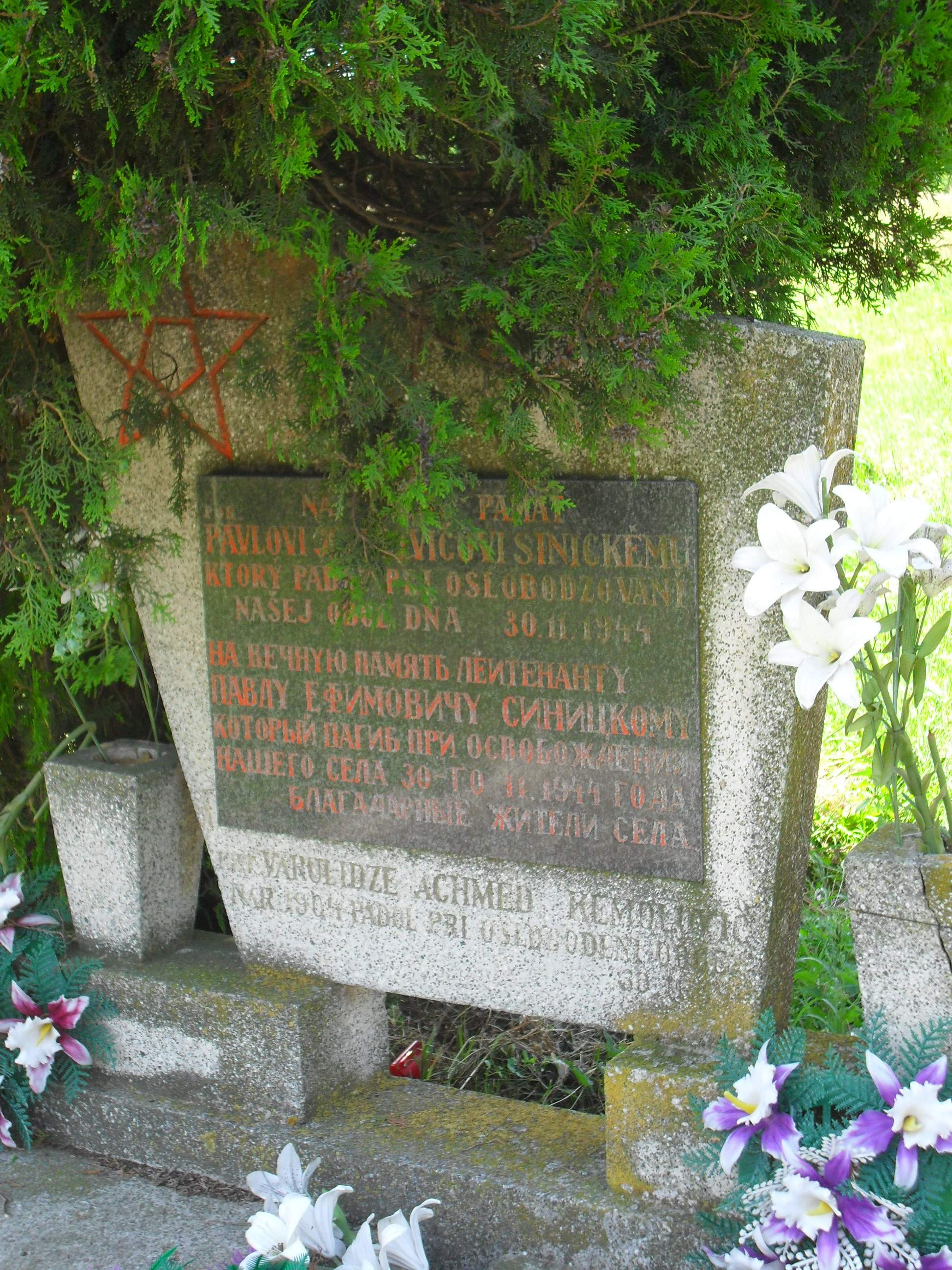
A községben elesett szovjet katonák síremléke a temetőben
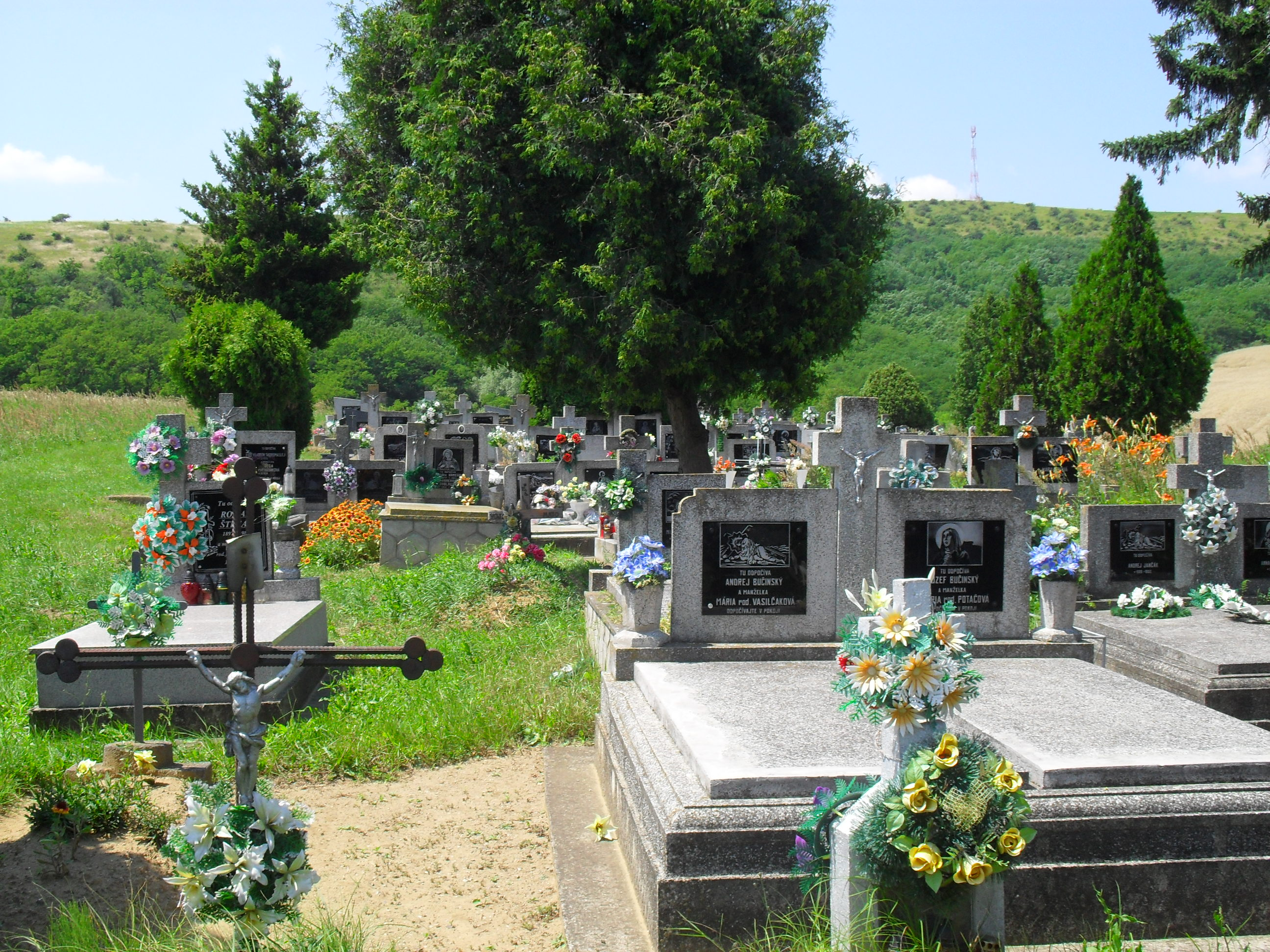
Temető
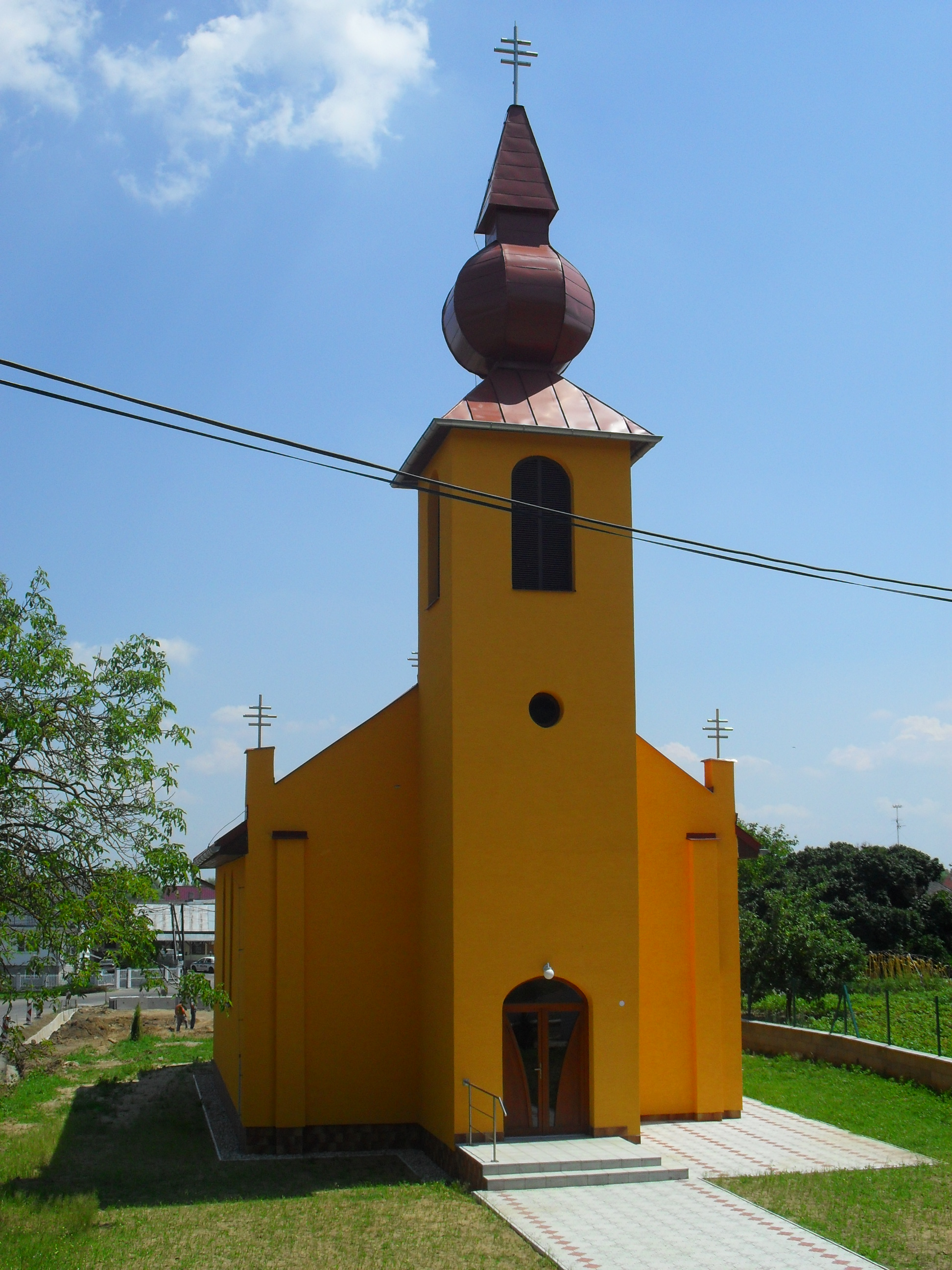
Görögkatolikus templom
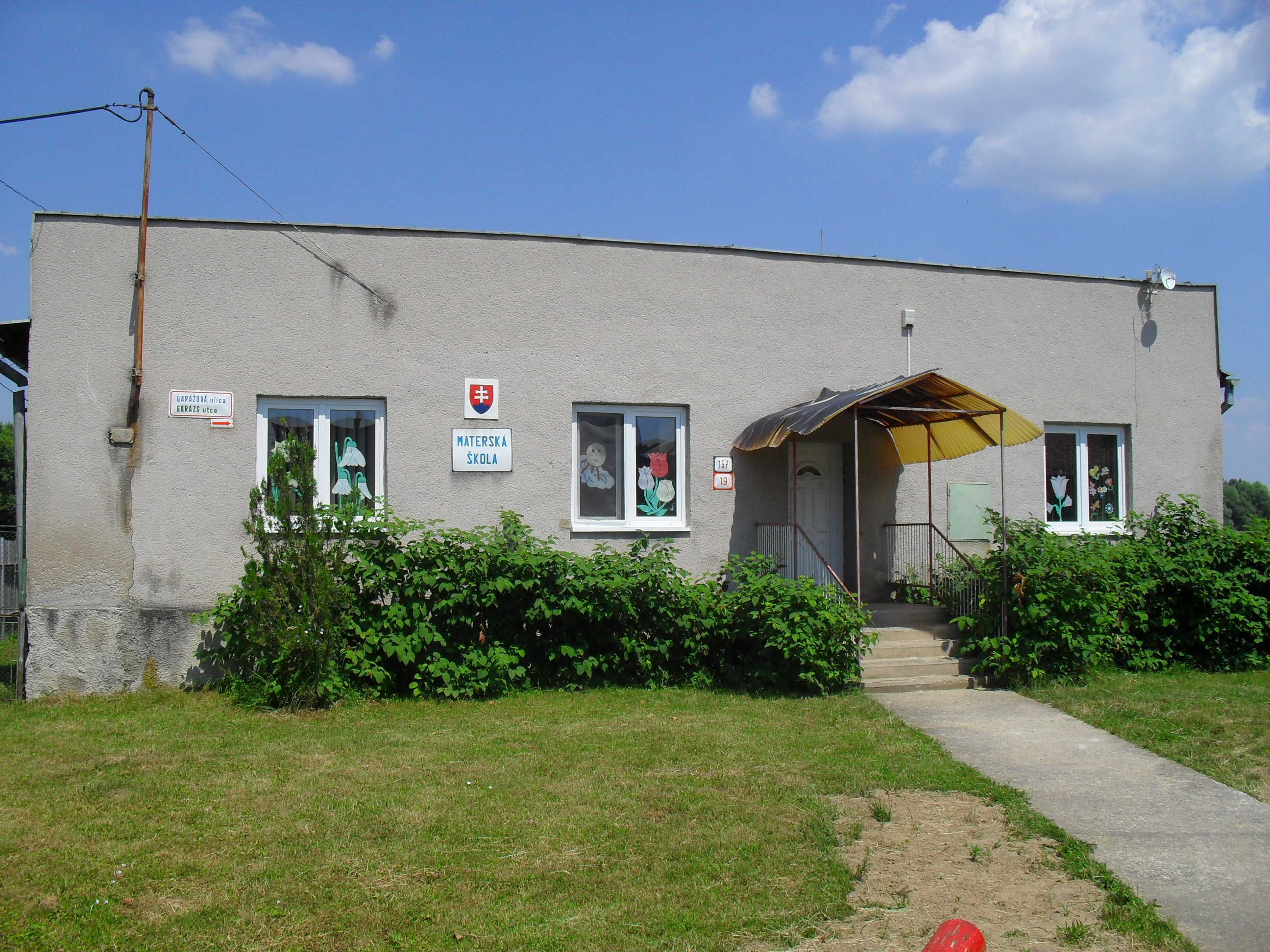
Óvoda
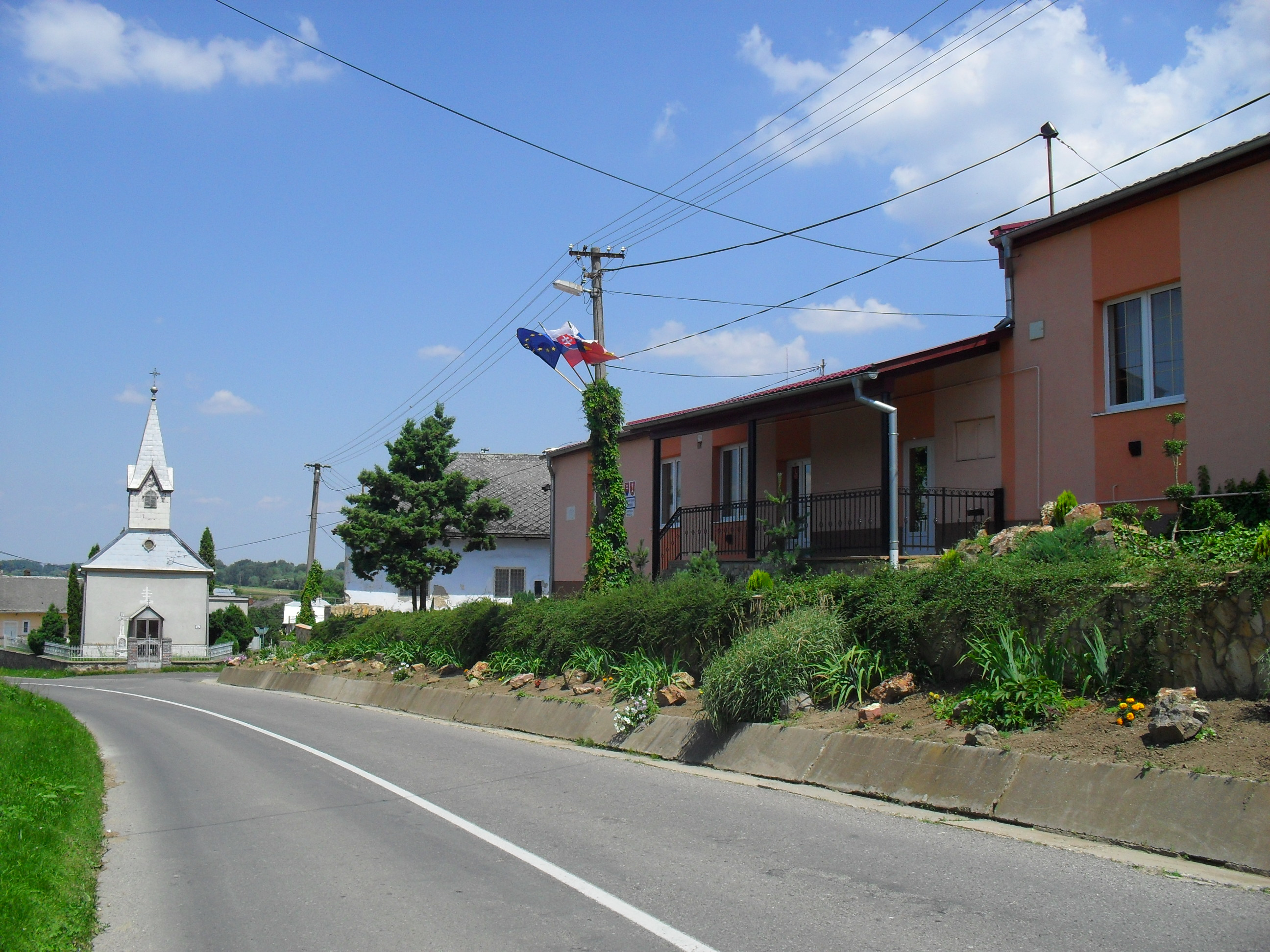
Szürnyegi utcakép, jobbra a községi hivatal